# استلار ویند
استلار ویند یا استلارویند اسم رمز برنامه نظارتی است که از دوران ریاست‌جمهوری جرج دابلیو بوش با برنامه نظارتی رئیس‌جمهور و بدون نیاز به حکم دادگاه آغاز شد. این برنامه آژانس امنیت ملی ایالات متحده آمریکا مدت کوتاهی پس از حملات ۱۱ سپتامبر با تایید جورج دبلیو بوش آغاز شد و با نوشته توماس تام در نیویورک تایمز در سال ۲۰۰۴ (میلادی) افشا شد. استلار ویند سرآغازی برای ساختارهای قانونی تازه بود که جرج بوش و باراک اوباما هر یک از آنها را بازتولید کرده و تا جای ممکن، گسترش دادند.

## هدف برنامه
کنش‌های برنامه، شامل داده‌کاوی یک پایگاه داده بزرگ از ارتباطات شهروندان آمریکایی، شامل ایمیل، تماس تلفنی، تراکنش مالی، و ترافیک اینترنت است. در همایش ارتباط بی‌نظمی سال ۲۰۱۲ (میلادی) ویلیام بینی، یکی از رهبران فنی بازنشسته آژانس امنیت ملی، درباره برخی از المان‌های عملی و معماری برنامه، صحبت کرد.
جامعه اطلاعاتی ایالات متحده آمریکا همچنین می‌توانست از وزارت خزانه‌داری ایالات متحده آمریکا نیز گزارش کنش‌های مشکوک را دریافت کند که با کوته‌نوشت SARS نوشته می‌شدند. این گزارش‌ها تراکنش‌های مالی زیاد پول نقد را که نهادهای مالی انجام می‌دهند با استفاده از قوانین ضد پول‌شویی نشان می‌دادند.
در درون وزارت خزانه‌داری نیز مشاجره‌ای درباره قانونی بودن برنامه، در جریان بود زیرا داده گردآوری شده شمار زیادی از مردم و نه فقط کسانی که بر پایه حکم دادگاه نظارت بر اطلاعات خارجی، مظنون شمرده می‌شدند به جامعه اطلاعاتی، داده می‌شد. درهنگام ریاست‌جمهوری جرج دابیلو بوش، پرونده‌های استلار ویند به ماموران اداره تحقیقات فدرال (اف‌بی‌آی) سپرده می‌شدند. این پرونده‌ها به شوخی "جعبه پیتزا" نامیده می‌شدند. زیرا خیلی وقت‌ها معلوم می‌شد بسیاری از کسانی که مشکوک به نظر می‌رسیدند تحویل دهنده‌های پیتزا بودند. بر پایه رابرت مولر که بعدها رئیس آینده اداره تحقیقات فدرال (اف‌بی‌آی) شد نزدیک به ٪۹۹ پرونده‌ها به هیچ نتیجه‌ای نمی‌رسیدند. اما "ما باید نگران آن ٪۱ باقیمانده می‌بودیم."

## درگیری سال ۲۰۰۴
در گزارشی از بازرسان ارشد شش سازمان اطلاعاتی که در سپتامبر ۲۰۱۵ از طبقه‌بندی خارج شد آشکار شد که جرج بوش، در اصل، اجازه گردآوری فراداده ایمیل و تماس‌های تلفنی کسانی را داده بود که یک سوی ارتباط آنها در خارج از آمریکا بود یا ارتباطی با تروریسم وجود داشت. اما در سال ۲۰۰۴ وزارت دادگستری ایالات متحده آمریکا دریافت که پس از آنکه جرج بوش اعلام کرد که آژانس امنیت ملی، اجازه هر کاری را دارد این آژانس، فراداده همه ارتباطات درون آمریکا را هم گردآوری می‌کرده است. اما واکاوها تنها اجازه نگاه به فراداده مرتبط با تروریسم را داشتند. با این فرمول‌سازی بازنگری شده، جرج بوش، مجوز کار استلار ویند را در ۱۱ مارس ۲۰۰۴ تمدید کرد.
در سال ۲۰۰۴ رئیس دفتر مشاوره حقوقی، جک گلداسمیت، دست کم دو یادداشت حقوقی برای قانونی دانستن استلار ویند نوشت: "ما نتیجه گرفتیم که تنها، هنگامیکه مردم، به زور وارد یک درگیری نظامی با حمله خارجی می‌شوند و رئیس‌جمهور ایالات متحده آمریکا خود را در جایگاه فرمانده کل قوا می‌بینید. این توانایی [شنود آژانس امنیت ملی]، اساساً با هدف دفاع از آمریکا برای پیشگیری از حمله‌های بیشتر است و رئیس‌جمهور، دارای اقتدار ذاتی قانونی است" تا اجازه شنود بدون حکم دادگاه را بدهد و "مجلس نمایندگان ایالات متحده آمریکا هم توانایی محدود کردن قدرت او را ندارد". گلداسمیت در یک یادداشت ۱۰۸ صفحه‌ای در ۶ مه ۲۰۰۴ چنین چیزی نوشت. در مارس ۲۰۰۴ دفتر مشاوره حقوقی، نتیجه گرفت که گردآوری ایمیل، قانونی نیست و بنابر آن، جیمز کومی، دادستان کل ایالات متحده آمریکا در آن هنگام از تمدید آن خودداری کرد.

## افشاگری
در مارس ۲۰۱۲ مجله وایرد در نوشتاری به نام "آژانس امنیت ملی دارد بزرگترین مرکز جاسوسی کشور را می‌سازد (مراقب چیزی که می‌گویید باشد)" درباره مرکز داده یوتا نوشت: "برای نخستین‌بار، یک مقام پیشین آژانس امنیت ملی درباره جزئیات برنامه استلار ویند صحبت می‌کند." در این نوشتار از ویلیام بینی نام برده شد. بینی درباره اتاق‌های شنود فرامحرمانه آژانس امنیت ملی گفت که از تلفن‌خانه‌ها و مراکز سوئیچینگ اصلی شرکت‌های ای‌تی اند تی و ورایزن کامیونیکیشنز شنود می‌کند. این نوشتار می‌گفت که برنامه استلار ویند که به نظر، از کار افتاده، دارد به کار خود ادامه می‌دهد. این نتیجه‌گیری با افشای وجود اتاق ۶۴۱ای در مرکز سان فرانسیسکو در سال ۲۰۰۶ (میلادی) تقویت شد.
در ژوئن ۲۰۱۳ واشینگتن پست و گاردین، پیش‌نویس گزارشی از دفتر بازرسی ارشد وزارت دفاع ایالات متحده را منتشر کردند که تاریخ آن به مارس ۲۰۰۹ باز می‌گشت و جزئیات استلار ویند را توضیح می‌داد. این گزارش را ادوارد اسنودن لو داده بود. این گزارش، شکی بر ادامه یافتن این برنامه نظارتی نگذاشت.
در سپتامبر ۲۰۱۴ نیویورک تایمز تاکید کرد که "پس از انتشار ویرایش به تازگی از طبقه‌بندی خارج شده یادداشت حقوقی آژانس امنیت ملی درباره برنامه استلار ویند، پرسش‌ها همچنان باقی مانده‌اند. زیرا پس از حملات ۱۱ سپتامبر، شماری کنش نظارتی بدون حکم دادگاه و گردآوری داده پنهانی، انجام شده است." این خبر در سرخط خبرهای نیویورک تایمز با یک پیوند همراه بود که خود یادداشت حقوقی به تاریخ مه ۲۰۰۴ را نشان می‌داد. توجه شود که کلیت برنامه (نظارت بر تماس‌های تلفنی، اینترنت، و ایمیل‌های شهروندان آمریکایی) تا هنگام افشاگری ادوارد اسنودن، پنهان مانده بود. بخش زیادی از ویرایش تازه منتشر شده یادداشت حقوقی نیز پاک شده و پرسش درباره قانونی با غیر قانونی بودن برنامه، همچنان باقی است.